# Eberhard von der Heyden
Eberhard von der Heyden (* 5. Mai 1909 in Berlin-Wilmersdorf; † 26. April 1941 bei Korinth, Griechenland) war ein deutscher Kameramann.

## Leben und Wirken
Von der Heyden begann mit Anbruch der Tonfilmzeit seine berufliche Laufbahn als Kameraassistent und war in dieser Position an Filmen wie Ein gewisser Herr Gran, Rivalen der Luft und Wunder des Fliegens beteiligt. Hier machte er sich vor allem einen Namen als Spezialist für Luftaufnahmen. 1936 wurde von der Heyden von Leni Riefenstahl zur umfangreichen Kamera-Equipe ihres Olympia-Films geholt, wenige Monate darauf war er als Kameraassistent bei Richard Eichbergs aufwendigem Zweiteiler Der Tiger von Eschnapur und Das indische Grabmal beteiligt. Nach nur einem abendfüllenden Spielfilm stellte sich von der Heyden 1939 der filmischen NS-Propaganda zur Verfügung und fertigte Aufnahmen von den Spanien-Einsätzen der Legion Condor in dem Propagandafilm Im Kampf gegen den Weltfeind und im Jahr darauf von der deutschen Invasion in Norwegen für die Propagandadokumentation Kampf um Norwegen – Feldzug 1940 an. Ansonsten wurde von der Heyden für die Deutsche Wochenschau abgestellt. 1941 gehörte Eberhard von der Heyden als Sonderführer (Z) dem XI. Fliegerkorps an und sollte eine Luftlandeoperation, die Eroberung der Kanalbrücke von Korinth, für die Wochenschau auf Zelluloid festhalten. Bei einem Fallschirmabsprung kam er am 26. April 1941 gegen 7 Uhr morgens ums Leben.

## Filmografie
(als Chefkameramann komplett)
- 1936/38: Olympia (2 Teile)
- 1937: Heidenovelle (Kurzfilm)
- 1938: Ziel in den Wolken
- 1939: Im Kampf gegen den Weltfeind
- 1940: Kampf um Norwegen – Feldzug 1940

## Publikation
- PK-Filmberichter am Feind. In: Heinz W. Siska (Hrsg.): Wunderwelt Film. Künstler und Werkleute einer Weltmacht. Verlag-Anstalt Hüthig, Heidelberg 1943, S. 46–50[3], DNB 580858138